# レイ・グローエンタテインメント
株式会社レイ・グローエンタテインメント（英: Rei Grow Entertainment Co.,Ltd.）は、東京都港区赤坂に本社を置く日本の芸能事務所である。

## 主な所属俳優

### 男性（年齢昇順）
- 名和龍
- 坪井楓侑
- 加賀義也
- 兼次要那
- 塩谷惣一朗
- 久保和支
- 常盤みつる
- 長谷部光祐
- 村井良輔
- 井上蓮
- 伊ノ藤梗
- 小林圭
- 谷風作
- ごうきち
- もりりょう
- 宮原弘樹
- 逢阪歩叶
- 山本裕太
- 吉田興平
- 末次政貴

- 奥野智也
- 菊池大輝
- 斉藤達矢
- 柳鶴誠
- 藤山ユウキ
- 田邉健太
- やまたつや
- 藤田剛
- 東康仁
- 中川幸一
- プリティ望
- 海老澤英紀
- ダンディ由輝
- 猪飼公一
- 中西哲也
- 大坊健太
- 稲葉詠二
- 平山享
- 山本東

出典：TALENT Male - 株式会社レイ・グローエンタテインメント（2024年10月21日確認）

### 女性（年齢昇順）
- 麻生結愛花
- 高花優
- 彩夏
- みゅう
- 波澄ゆず
- 北野ともか
- 神倉千晶
- 橋本乃慧瑠
- 藤川ゆうか
- 檜崎美宇
- 山田菜子
- 桑原愛海
- 横野みなみ
- 千田紗由美
- 伊藤優来
- 野口香里
- レディ田中
- 天野瑞季
- 余語美南海
- 福原稚菜
- 米盛有彩
- 湊川えみ
- 仲鉢果林
- 間瀬永実子
- 増田三恵子
- 萩原りょう

- 河北茉子
- 澤村菜央
- 花子
- 石井春花
- 宮坂ゆき
- 安達綾香
- 加地葉子
- 小野裕美
- 後藤亜希

出典：TALENT Female - 株式会社レイ・グローエンタテインメント（2024年10月21日確認）